# ميخائيل كوليادا
ميخائيل كوليادا هو متزلج على الجليد روسي ولد في 18 فبراير 1995.